# 1850 у літературі

## Події
- У Бердичеві відбувся шлюб Оноре де Бальзака з Евеліною Ганською.

## Твори
- «Несподіваний випадок» - п'єса  Олександра Островського.
- Чарлз Дікенс завершив публікацію роману «Девід Коперфілд».
- Александер Дюма, батько видав роман «Чорний тюльпан».

## Народились
- 15 січня — Міхай Емінеску, румунський поет (помер у 1889)
- 5 серпня — Гі де Мопассан, французький письменник (помер у 1893).
- 13 листопада — Роберт Льюїс Стівенсон, шотландський письменник і поет (помер у 1894).